# Карталы I (станция)
Карталы́ — узловая железнодорожная станция Челябинского региона Южно-Уральской железной дороги, расположена в городе Карталы Челябинской области.
Станция находится в 2300 км от Москвы, является стыковой по роду тока (постоянный со стороны Челябинска, переменный со стороны Магнитогорска, Орска и Тобола).

## История
Станция открыта в 1914—1917 годы при строительстве ветки Троицк — Орск недалеко от казачьего поселка Полтавка, расширение станции началось в 1926 году. В 1929 году пошли поезда в Магнитогорск. К началу Великой Отечественной войны открылась ветка на Акмолинск. Расширение станции продолжалось до распада СССР.

## Пассажирское движение
Каждый час услугами станции Карталы пользуются 25-30 пассажиров.

### Дальнее следование по станции
По состоянию на декабрь 2018 года через станцию курсируют следующие поезда дальнего следования:

#### Круглогодичное движение поездов
| № поезда | Маршрут движения         | № поезда | Маршрут движения         |
| -------- | ------------------------ | -------- | ------------------------ |
| 121      | Екатеринбург — Оренбург  | 122      | Оренбург — Екатеринбург  |
| 341      | Нижневартовск — Оренбург | 342      | Оренбург — Нижневартовск |
| 343      | Челябинск — Адлер        | 344      | Адлер — Челябинск        |
| 345      | Нижневартовск — Адлер    | 346      | Адлер — Нижневартовск    |
| 365      | Челябинск — Ташкент      | 366      | Ташкент — Челябинск      |
| 379      | Новый Уренгой — Оренбург | 380      | Оренбург — Новый Уренгой |

#### Сезонное движение поездов
| № поезда | Маршрут движения                  | № поезда | Маршрут движения                  |
| -------- | --------------------------------- | -------- | --------------------------------- |
| 241      | Иркутск — Адлер                   | 242      | Адлер — Иркутск                   |
| 249      | Новокузнецк — Имеретинский курорт | 250      | Имеретинский курорт — Новокузнецк |
| 251      | Барнаул — Адлер                   | 252      | Адлер — Барнаул                   |
| 269      | Чита — Адлер                      | 270      | Адлер — Чита                      |
| 273      | Северобайкальск — Адлер           | 274      | Адлер — Северобайкальск           |

## Станция Карталы в искусстве
- Чекмарёв, Сергей Иванович "Размышления на станции Карталы"